# BD-22 5866
BD-22 5866 (LP 875-68 / NLTT 53279) es un sistema estelar cuádruple localizado a 166 años luz en dirección a la constelación de Acuario. Cada una de las cuatro estrellas que lo componen es una enana naranja con una masa aproximada de media masa solar. La edad estimada del sistema es de 500 millones de años. El sistema es inusual por lo cerca que las estrellas orbitan entre sí; la separación orbital del primer par de estrellas es de 0,06 UA como máximo, con un período de menos de cinco días. Su velocidad orbital es de casi 500.000 km/h. El segundo par tiene una separación máxima de 0,26 AU, con un período de cerca de 55 días. Los dos sistemas binarios se encuentran separados 5,8 UA y tienen un período orbital de menos de nueve años. Se piensa que menos de un 0,05% de las estrellas observadas forman parte de sistemas tan estrechamente unidos.
Puesto que las teorías actuales de formación estelar indican que sistemas estelares como este no podrían formarse con tal grado proximidad entre estrellas, la explicación más verosímil es que se formó a partir de un único disco gaseoso, que forzó a las estrellas a órbitas tan pequeñas durante los primeros 100.000 años de su evolución. Actualmente los dos sistemas binarios se están alejando entre sí, lo que indica que antaño estaban aún más próximos.